# Широкундыш
Широкундыш (мар. Шорокундыш) — деревня в Килемарском районе республики Марий Эл Российской Федерации. Входит в состав и является административным центром Широкундышского сельского поселения.
Численность населения — 397 чел. (2010 год).

## География
Широкундыш располагаются в центральной части Килемарского района, в лесной зоне на левом берегу реки Большой Кундыш, в 6 км на юго-восток от административного центра Килемарского района — пгт Килемары, в 2 км на юго-восток от озера Молевое. Деревня расположена на автомобильной дороге регионального значения 88К-006 Красный Мост — Килемары — Шаранга.

## История
Поселение впервые упоминается в середине XVI века как Сорока-Кунша.
В 1933 году организован колхоз «Пролетарий», получивший в годы Великой Отечественной войны новое название «Север», а позднее вошедший в состав укрупнённого колхоза «Пробуждение».

## Население
| 2010 |
| ---- |
| 397  |

На 1 января 2014 года по оценке администрации сельского поселения в деревне Широкундыш 412 жителей, проживающих в 139 домах.

## Известные уроженцы
Тютьков, Аркадий Григорьевич (1925—1995) — советский учёный-экономист, кандидат экономических наук, доцент. Старший преподаватель, доцент Марийского государственного педагогического института имени Н. К. Крупской (1965―1991). Участник Великой Отечественной войны. Член ВКП(б) с 1949 года.

## Современное положение
В деревне располагается администрация сельского поселения. Действует Широкундышский детский сад, сельский дом культуры, библиотека — филиал № 5 Килемарской ЦБС, фельдшерско-акушерский пункт, магазины. Имеется пилорама.
Жилищный фонд в 2011 году представлен многоквартирным (на 6 квартир) и индивидуальными жилыми домами усадебного типа (118 домов). Дома обеспечены централизованным водоснабжением. Централизованное водоотведение отсутствует. Многоквартирный дом обеспечен централизованным теплоснабжением. Деревня не газифицирована, газ поставляется в баллонах.
С 1969 года в деревне установлен памятник в честь воинов, погибших в Великую Отечественную войну (скульптор — В. И. Иванов).
В 700 м к юго-западу от деревни находятся объекты археологического наследия Республики Марий Эл — древнемарийский, языческий могильник и стоянка периода неолита.